# Даффингер, Мориц Михаэль
Мориц Михаэль Даффингер (нем. Moritz Michael Daffinger; 25 января 1790[…], Вена — 21 августа 1849, Вена) — австрийский художник, миниатюрист, портретист.

## Биография
Родился в семье художника по фарфору. В возрасте одиннадцати лет был принят учеником на имперскую фарфоровую мануфактуру.
С 1802 года обучался в венской Академии художеств. Ученик Генриха Фридриха Фюгера и Губерта Маурера. После, работал художником на фарфоровой мануфактуре в Вене.
С 1809 года занимался преимущественно портретной живописью, особенно портретной миниатюрой. На его творчество оказал влияние художник Томас Лоуренс.
Писал портреты на фарфоре, позднее — на бумаге и слоновой кости. В 1830−1830-е годы пользовался большой популярностью при Австрийском дворе и в среде европейской аристократии.
Автор многочисленных портретов представителей знати, а также деятелей искусства и литературы, в том числе Г. Гагарина, Ф. Грильпарцера, А. Кановы, Г. Доницетти, Д. Россини, С. Тальберга и др.
С 1812 года был придворным художником-портретистом у герцога К. фон Меттерниха.
После смерти дочери в 1841 году посвятил себя флористике.
Умер в 1849 году от холеры, эпидемия которая разразилась в Вене в то время. Первоначально был похоронен на Кладбище Святого Марка, после его закрытия, в 1912 году останки художника были эксгумированы и перенесены на Центральное кладбище Вены.

Мориц Даффингер, как портретный миниатюрист, оказал влияние на большинство последующих миниатюристов в Австрии. Его творчество насчитывает более 1000 миниатюрных портретов. 

## Галерея

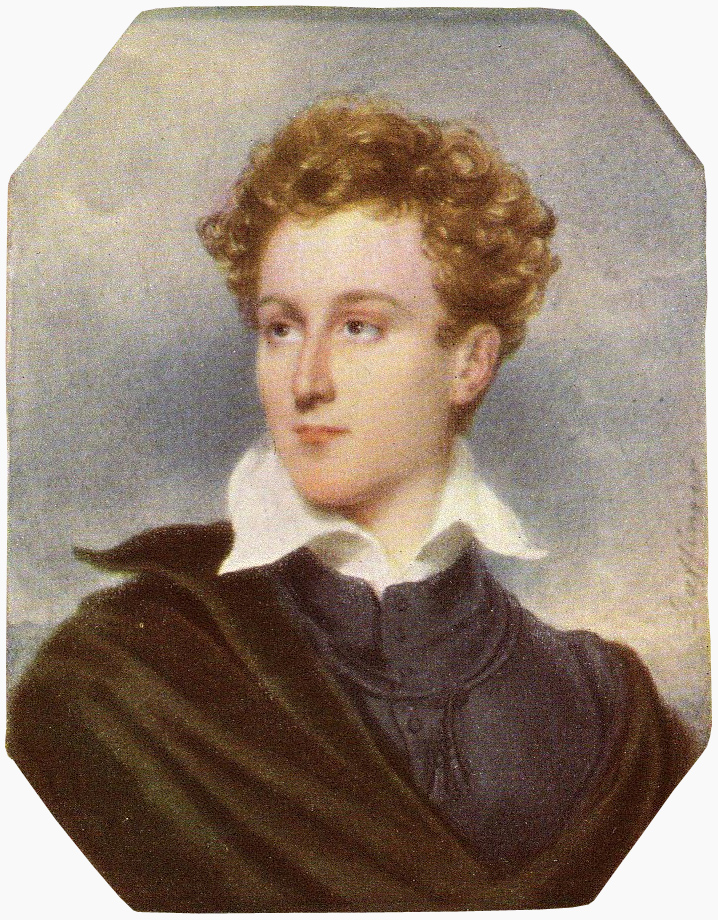
Портрет лейтенант Бота, 1815
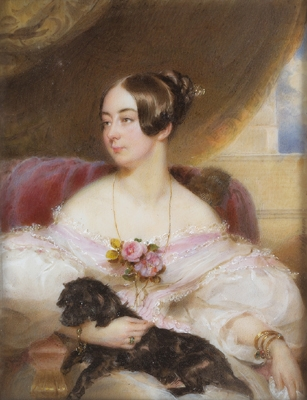
Графиня Фердинандин Каролий, акварель на слоновой кости, около 1840 г.
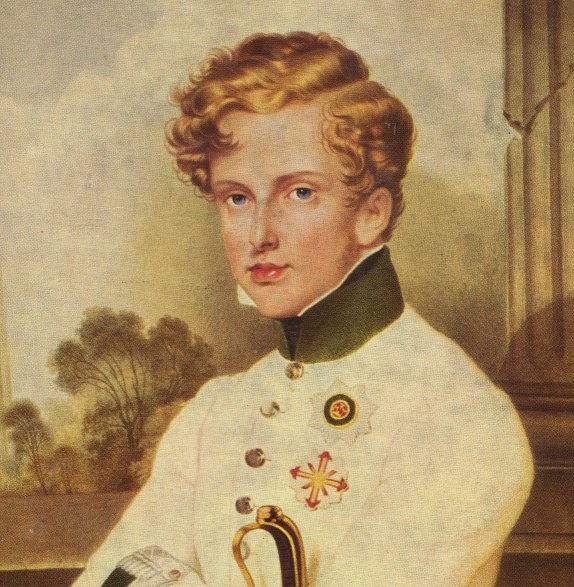
Наполеон II, акварель ок. 1832 г.
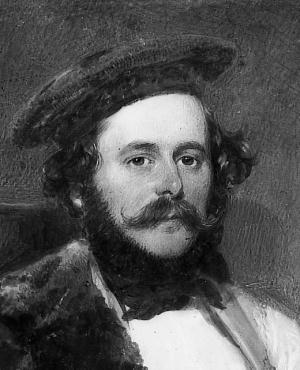
Автопортрет, 1840
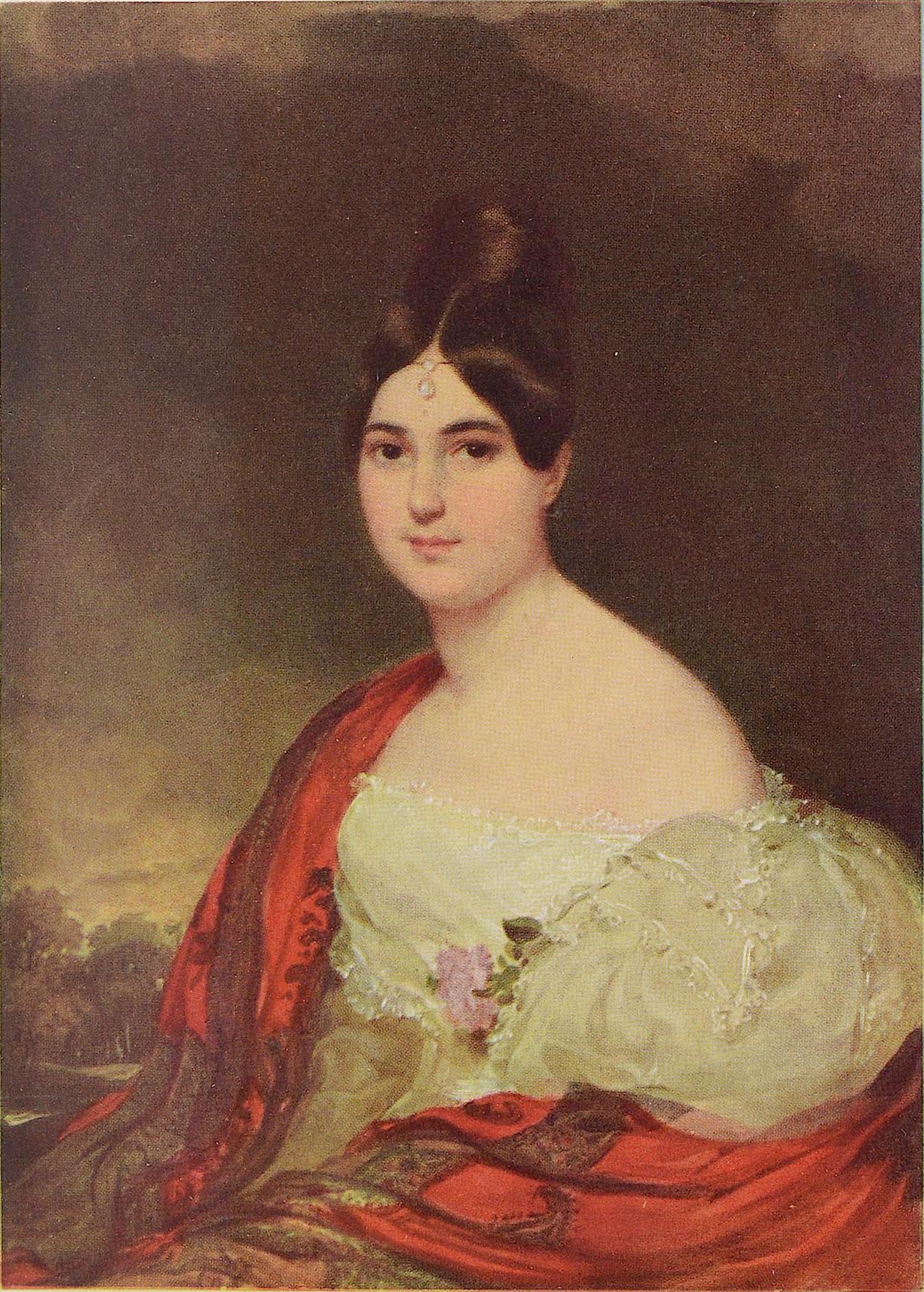
Портрет жены художника
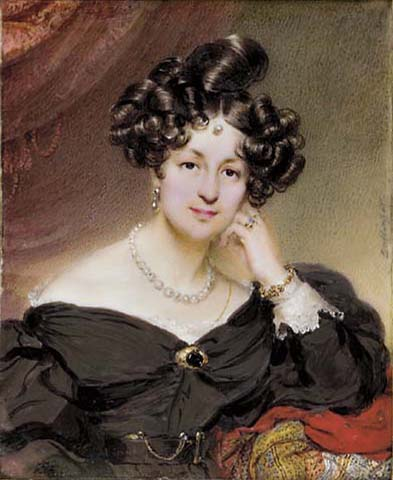
Портрет Елизаветы Воронцовой
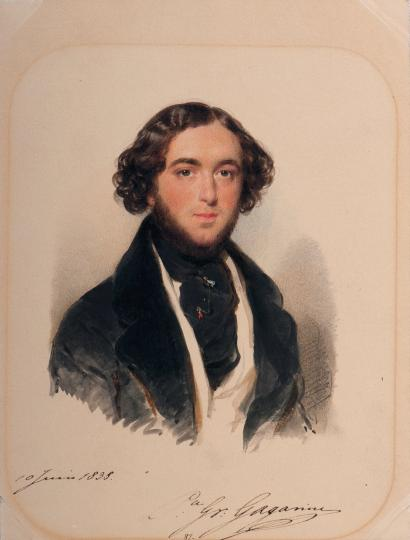
Портрет Г. Г. Гагарина. 1838 г.
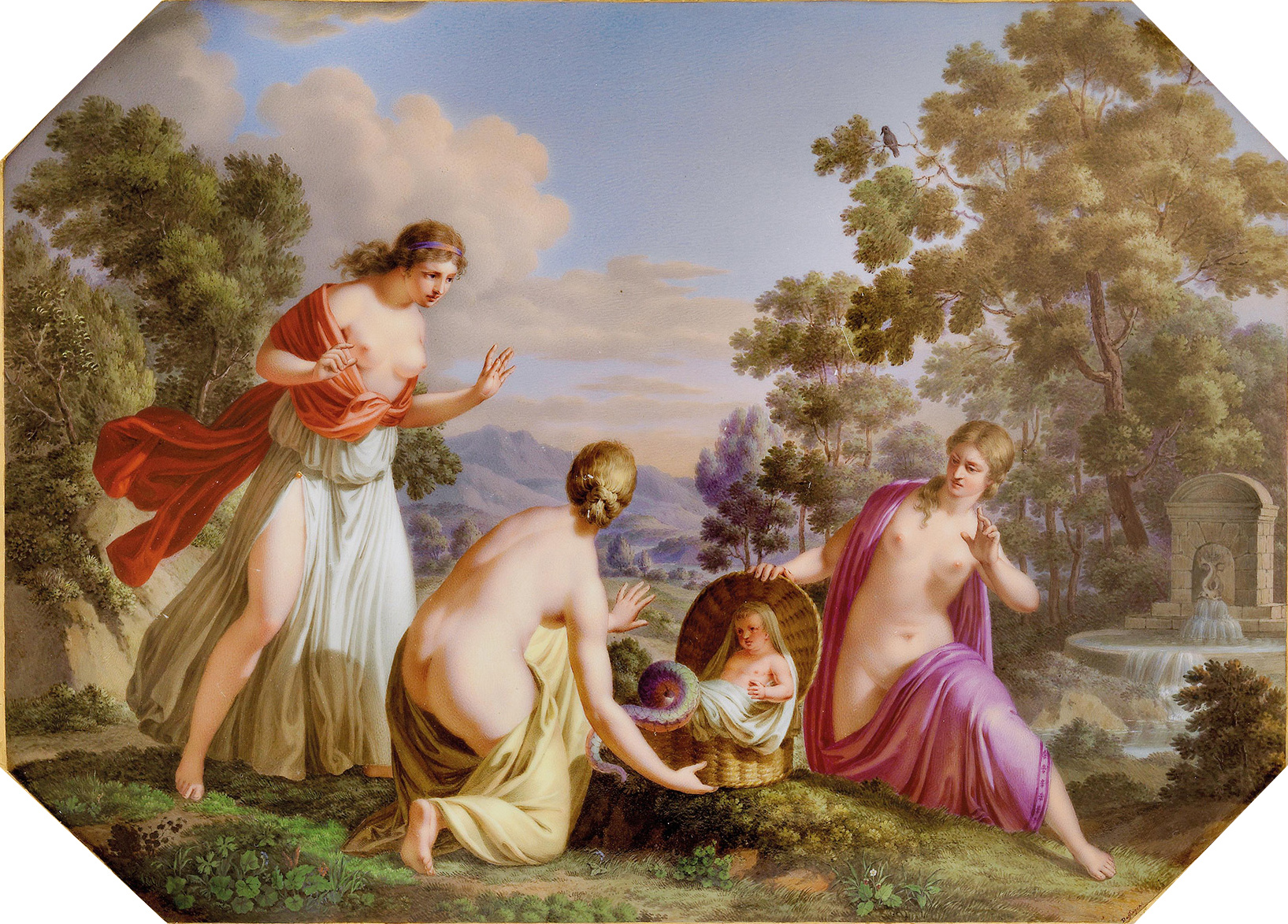
Деталь венского фарфорового подноса, написанная Даффингером, после 1808 года, «Дочери Цекропа»
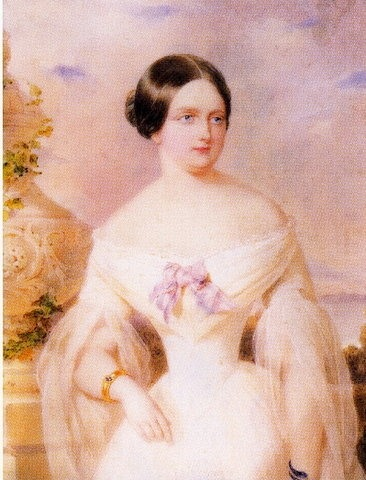
Елизавета Михайловна, герцогиня-консорт Нассау, внучка Павла I
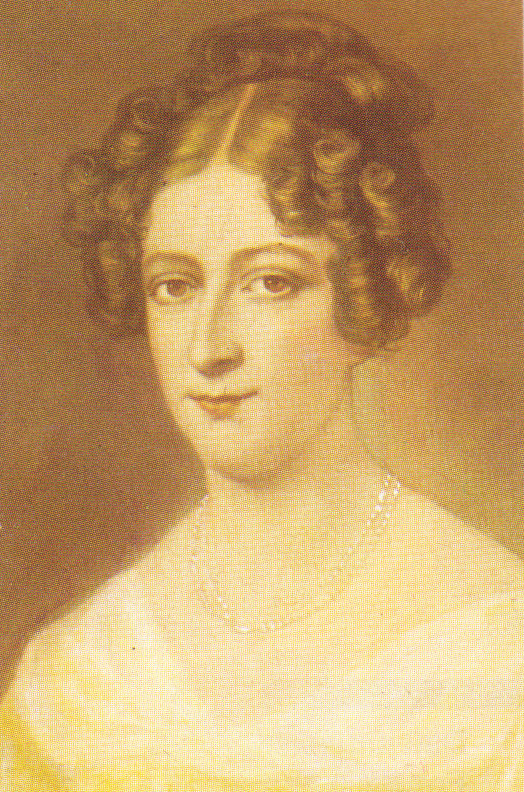
Рахель Левин